# Zajatecký tábor Stalag VIII D Teschen

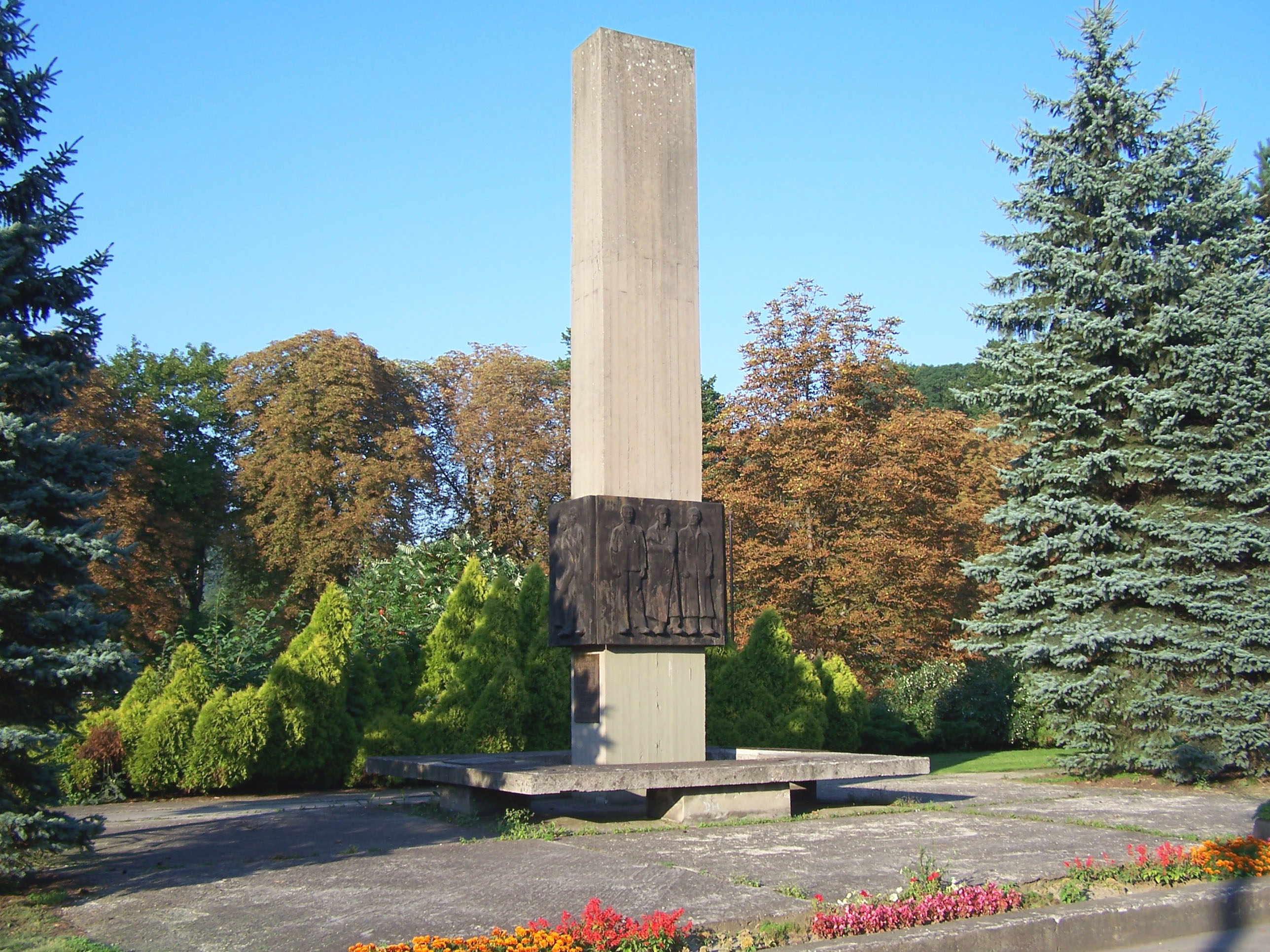
Památník na místě zajateckého tábora

Zajatecký tábor Stalag VIII D Teschen se nacházel v letech 1941–1945 na území Českého Těšína. Zajatecký tábor byl určen pro poddůstojníky a vojíny bojujících spojeneckých armád proti nacistickému Německu a Italů. V roce 1979 byl na místě zajateckého tábora odhalen pomník mezinárodní solidarity protifašistické koalice – STALAG VIII B.

## Dokumentace
Stalag VIII D Teschen je výjimečný mezi zajateckými tábory co do kompletnosti dokumentace. Fond obsahuje přes sto krabic a několik desítek různých knih s velkou historickou hodnotou, neboť je prakticky ze všech oddělení tábora. Na rozdíl od většiny táborů zde proběhla před evakuací pouze dílčí skartace.

## Historie
Zajatecký tábor vznikl na jaře 1941 v místě vojenského lazaretu rakousko-uherské armády, který byl zřízen v době první světové války na území Českého Těšína v místní části Kontešinec. Po válce v letech 1920–1938 byl využíván československou armádou po odstoupení území Polsku pak polskou armádou. Po vypuknutí druhé světové války staré dřevěné baráky byly využívány německými okupanty jako garáže pro vojenské automobily wehrmachtu.

## Struktura
Pod oblast vojenského okruhu VIII Vratislav, který zahrnoval severní Moravu, Slezsko s Těšínskem a severní Čechy, v roce 1941 (květen) patřily čtyři stalagy:
A–Zhořelec (Görlitz), B–Łambinowice u Opolí (Lamsdorf), C–Zaháň (Sagan), D–Těšín (Teschen)
Od září 1942 Stalag VIII D Těšín se stal podřízeným pobočným táborem Stalagu VIII B Łambinowice a nesl název Stalag Lamsdorf VIII B/Z Teschen (Z = znamená Zweiglafer).
V jednotlivých zajateckých táborech byla vytvořena pracovní komanda, která byla nasazována v zemědělství, těžkém průmyslu, dolech, lesnictví, dopravě (železnici) a jiných odvětvích.
Pod správu těšínského zajateckého tábora patřily pracovní komanda francouzská, belgická, polská a jugoslávská, která pracovala v zemědělství a lesnictví (do prosince 1943).
V prosinci 1943 došlo k další reorganizaci. Stalag VIII B v Łambinowicích byl přenesen do Těšína pod označením Stalag VIII B Teschen. V Łambinowicích vznikl nový Stalag číslo 344. Velitelství těšínského tábora řídilo desítky pobočných zajateckých táborů, stovky pracovních komand, ke strážním jednotkám patřily také čtyři prapory wehrmachtu.
V zajateckém táboře Stalag VIII D Těšín byli umístěni zpočátku Francouzi, Belgičané, Poláci, Jugoslávci a Angličané. Po vpádu německých vojsk do Sovětského svazu se první sovětští zajatci objevili koncem roku 1942. Po pádu Mussoliniho vlády v Itálii v roce 1943 byli internováni italští zajatci.

## Lágr
Než byli do tábora přivedeni první zajatci, musely se zchátralé budovy rychle opravit. Tábor byl obehnán dvojitým ostnatým drátem s šesti strážnými věžemi. Uvnitř oplocení byly pro ubytování k dispozici dřevěné baráky s kapacitou cca 240 osob (celkem šest baráků), lazaret, strážnice, vězení, dezinfekční barák, kuchyně, řemeslnické dílny, hospodářské budovy, místo pro zelinářskou zahrádku a chov angorských králíků a sportoviště. K dispozici byla knihovna a kulturní místnost. Lazaret byl od ostatních částí oddělen ostnatým drátem. Mimo oplocení byly budovy velitelství a kanceláří, které se rozrostly hlavně po reorganizaci na podzim 1943.
Lágr měl kapacitu cca 1650 osob.

## Zajatci
Vojenští zajatci přicházeli z průchozích táborů (Dulag B). V Těšíně byli internováni Francouzi, Belgičani, Poláci, Jugoslávci a Angličané (včetně Kanaďanů, Jihoafričanů, Novozélanďanů, Australanů atd.).
| datum        |                          | Francouzi | Belgičani | Poláci | Jugoslávci | Srbové | Angličani | Italové | Řekové | Sověti | celkem |
| ------------ | ------------------------ | --------- | --------- | ------ | ---------- | ------ | --------- | ------- | ------ | ------ | ------ |
| k 8 1.1942   | Těšín                    | 423       | 23        | 209    | 1702       |        | 100       |         |        |        | 921    |
| k 8 1.1942   | pobočné tábory           | 2872      | 229       | 1170   | 1702       |        |           |         |        |        | 5973   |
| 30.9.1942    | pobočka těšín            | 2354      | 217       | 1178   | 1039       | 1039   |           |         |        |        | 4788   |
|              | pracovní komanda (počet) | 136       | 1         | 93     |            | 92     |           |         |        |        | 322    |
| k 6. 4. 1943 | Stalag B                 | 314       | 162       | 52     | 1175       |        | 11524     | 9292    |        | 51 781 | 74300  |
| k 25.11.1944 | Stalag B                 | 44        | 158       |        |            | 1108   | 12824     | 194     | 180    | 45414  | 59922  |
| k 15.1.1945  | Stalag B                 | 26        | 152       |        |            | 1039   | 12824     | 329     | 170    | 45392  | 59986  |
| Zdroj        |                          |           |           |        |            |        |           |         |        |        |        |

V období samostatného tábora (do konce roku 1943) se počty zajatců pohybovaly kolem pěti set osob. Celkově s pobočkami se počty pohybovaly mezi pěti tisíci až sedmi tisíci osob. V roce 1943 pod velením zajateckého tábora Stalag VIII B Těšín se počet rozrostl o Italy a sovětské zajatce. Největší nárůst je po reorganizaci v prosinci 1943, kdy bylo vězněno na sedmdesát tisíc osob (v roce 1944 bylo vězněno 71 968 osob, z toho v Těšíně 1074). Tyto počty se dále už nezvyšovaly. Koncem roku 1944 byla většina italských zajatců převedena do civilního pracovního poměru. Tito Italové museli pracovat na původních pracovištích, jejich statut se změnil na zahraniční dělníky.
Zacházení se zajatci bylo různé. Podle ženevských úmluv měli vojenští zajatci garantovaná určitá práva, která nebyla vždy dodržována, zvláště v případě sovětských a italských zajatců.
Vojáci západních armád dostávali balíčky červeného kříže a měli písemný styk s rodinami, slušnější zacházení, lepší oblečení a některé další výhody (např. knihovna, sportoviště, zelinářská zahrádka, chov králíků). Nejhorší zacházení bylo se sovětskými zajatci, menší dávky potravy, nehygienické podmínky bydlení, brutalita k vězňům atd. Sovětští vojáci mohli psát a dostávat zprávy od svých rodin z území obsazených Němci. Polští vojáci mohli dostávat z domova potravinové balíčky odpovídající přídělům osobě starší čtrnácti let na čtyři týdny.

## Evakuace lágru
V druhé polovině roku 1944 se přiblížila východní fronta k Visle. Na základě vypracovaných evakuačních plánů měli zajatci pěšky postupovat přes Olomouc, Hradec Králové, jižní Čechy a Karlovy Vary do Stalagu XIII B ve Weidenu v Bavorsku. Dne 21. ledna 1945 začala evakuace prvních zajatců a pak v rychlém sledu další do dubna 1945.
Zajatci museli pěšky zvládnout vzdálenost 15–20 km při teplotách -15 až -20 °C. Z důvodů vyčerpání a zlého zdravotního stavu každý den umíraly desítky z nich, hlavně sovětští zajatci.

## Památník
Z iniciativy Svazu protifašistických bojovníků v Českém Těšíně byl v místě zajateckého tábora v Kontešinci odhalen 9. září 1979 pomník mezinárodní solidarity protifašistické koalice – STALAG VIII B, který byl v roce 2011 rekonstruován a doplněn.